# Márcio Alexandre Jr.
Márcio Alexandre Jr., também conhecido como Lyoto (Florianópolis, 3 de maio de 1989) é um lutador brasileiro de artes marciais mistas, que já competiu no peso médio do Ultimate Fighting Championship. Márcio foi finalista do The Ultimate Fighter: Brasil 3 no peso médio.

## Biografia
Márcio nasceu em Florianópolis, Santa Catarina, sua família toda treina Caratê e são faixas pretas. Márcio não seria diferente, ele começou a praticar a arte marcial quando tinha cinco anos. Antes de virar lutador, Márcio dava aula de caratê para crianças.

## Carreira no MMA
Após anos de caratê, Márcio começou a treinar MMA com Thiago Tavares na Team Tavares para se tornar um lutador profissional.

### The Ultimate Fighter
Em 26 de Fevereiro de 2014, Márcio foi anunciado como um dos 32 participantes do The Ultimate Fighter: Brasil 3.
Na luta para entrar na casa, Márcio derrotou Giuliano Alemão por finalização no segundo round. Márcio foi a primeira escolha para a Equipe de Chael Sonnen (primeira no total).
Nas quartas de final, Márcio enfrentou o membro da Equipe Wand, Paulo Henrique Costa e venceu por decisão dividida. Na semifinal ele derrotou a escolha n°1 da Equipe Wand, Ricardo Abreu. Em uma luta muito equilibrada, Márcio venceu por decisão dividida, garantindo sua vaga na final contra o companheiro de equipe Warlley Alves.

### Ultimate Fighting Championship
Ele lutou contra Warlley Alves em 31 de Maio de 2014 no UFC Fight Night: Miocic vs. Maldonado pelo título de campeão do TUF Brasil 3 no Peso Médio. Márcio sofreu sua primeira derrota na carreira profissional ao ser finalizado em uma guilhotina no terceiro round.
Márcio enfrentou Tim Means em 20 de Dezembro de 2014 no UFC Fight Night: Machida vs. Dollaway e foi derrotado por decisão dividida.
Márcio era esperado para lutar em em 12 de Julho de 2015 no The Ultimate Fighter: American Top Team vs. Blackzilians Finale contra George Sullivan. No entanto, Márcio teve que se retirar da luta e foi substituído pelo estreante Dominic Waters.
Márcio enfrentou Court McGee em 12 de Dezembro de 2015 no UFC 194 e foi derrotado por decisão unânime.
Sem conseguir nenhuma vitória no UFC, Márcio foi demitido em Fevereiro de 2016.

## Cartel no MMA
| Cartel no MMA   |             |            |
| 16 lutas        | 13 vitórias | 3 derrotas |
| Por nocaute     | 10          | 0          |
| Por finalização | 2           | 1          |
| Por decisão     | 1           | 2          |

| Res.    | Cartel | Oponente              | Método                           | Evento                                | Data       | Round | Tempo | Local                         | Notas                                |
| ------- | ------ | --------------------- | -------------------------------- | ------------------------------------- | ---------- | ----- | ----- | ----------------------------- | ------------------------------------ |
| Vitória | 14-3   | Huinderton Barbosa    | Decisão Unânime                  | AFC 48                                | 19/11/2016 | 3     | 5:00  | São José, SC                  |                                      |
| Vitória | 13-3   | Brendson Ribeiro      | Finalização (triângulo de mão)   | AFC 41 - Road to KSW                  | 09/07/2016 | 2     | 1:28  | São José, SC                  |                                      |
| Derrota | 12-3   | Court McGee           | Decisão (unânime)                | UFC 194: Aldo vs. McGregor            | 12/12/2015 | 3     | 5:00  | Las Vegas, Nevada             |                                      |
| Derrota | 12-2   | Tim Means             | Decisão (dividida)               | UFC Fight Night: Machida vs. Dollaway | 20/12/2014 | 3     | 5:00  | Barueri, São Paulo            | Estréia no Peso Meio Médio.          |
| Derrota | 12-1   | Warlley Alves         | Finalização Técnica (guilhotina) | UFC Fight Night: Miocic vs. Maldonado | 31/05/2014 | 3     | 0:25  | São Paulo                     | Final do TUF Brasil 3 no Peso Médio. |
| Vitória | 12-0   | Douglas Pilati        | Nocaute (socos)                  | Sombrio Fight                         | 28/09/2013 | 1     | 4:41  | Sombrio, SC                   |                                      |
| Vitória | 11-0   | Nelson de Andrade Jr. | TKO                              | Big Bang - MMAríllia                  | 17/08/2013 | 1     | 1:19  | Marília, SP                   |                                      |
| Vitória | 10-0   | Mário Júlio César     | TKO (socos)                      | Tavares Combat 7                      | 27/07/2013 | 1     | 1:49  | Santo Amaro da Imperatriz, SC |                                      |
| Vitória | 9-0    | Mário Kleber Ferreira | Nocaute (joelhada e socos)       | São José Super Fight 3                | 13/04/2013 | 1     | 0:58  | São José, SC                  |                                      |
| Vitória | 8-0    | Andrei dos Santos     | TKO (socos)                      | Sparta MMA 3 - Class                  | 23/02/2013 | 1     | 1:11  | Balneário Camboriú, SC        |                                      |
| Vitória | 7-0    | Felipe Rosa           | Nocaute (socos)                  | Tavares Combat 5                      | 16/02/2013 | 1     | 1:45  | Jaguaruna, SC                 |                                      |
| Vitória | 6-0    | Andrei Nicoceli       | TKO (socos)                      | Tavares Combat 2                      | 24/01/2013 | 1     | 3:45  | Itajaí, SC                    |                                      |
| Vitória | 5-0    | Murilo Faraco         | Finalização (armlock)            | Tavares Combat 2                      | 24/01/2013 | 1     | 1:19  | Itajaí, SC                    |                                      |
| Vitória | 4-0    | Fleizer Farias        | TKO (socos)                      | Tavares Combat                        | 08/12/2012 | 1     |       | Palhoça, SC                   |                                      |
| Vitória | 3-0    | Rubens dos Santos     | Finalização (guilhotina)         | Imbituba MMA Fight 2012               | 23/06/2012 | 1     | 3:02  | Imbituba, SC                  |                                      |
| Vitória | 2-0    | Morris Albert Lins    | TKO (socos)                      | Insano Empalux - Grand Prix           | 02/03/2012 | 2     | 1:12  | São José, SC                  |                                      |
| Vitória | 1-0    | Anderson João         | TKO (socos)                      | Expo Fighting Championship            | 21/08/2010 | 1     | 1:15  | Sorocaba, SP                  |                                      |

### Cartel noTUF Brasil 3
| Res.    | Cartel | Oponente        | Método                   | Evento       | Data                  | Round | Tempo | Local                | Notas            |
| ------- | ------ | --------------- | ------------------------ | ------------ | --------------------- | ----- | ----- | -------------------- | ---------------- |
| Vitória | 3-0    | Ricardo Abreu   | Decisão (dividida)       | TUF Brasil 3 | 25/05/2014 (exibição) | 3     | 5:00  | São Paulo, São Paulo | Semifinal        |
| Vitória | 2-0    | Paulo Costa     | Decisão (dividida)       | TUF Brasil 3 | 20/04/2014 (exibição) | 3     | 5:00  | São Paulo, São Paulo | Quartas de Final |
| Vitória | 1-0    | Giuliano Arante | Finalização (guilhotina) | TUF Brasil 3 | 16/03/2014 (exibição) | 2     | N/A   | São Paulo, São Paulo | Luta Preliminar  |